# Dienerella filiformis
Dienerella filiformis är en skalbaggsart som först beskrevs av Leonard Gyllenhaal 1827.  Dienerella filiformis ingår i släktet Dienerella, och familjen mögelbaggar. Arten är reproducerande i Sverige.